# 함안 광심정
함안 광심정(咸安 廣心亭)은 대한민국 경상남도 함안군 칠북면 봉촌리에 있는, 조선 현종 5년(1664)에 성리학자인 송지일 선생이 선비들과 더불어 학문을 연구하기 위해 자신의 호를 따서 지은 정자이다.
1995년 5월 2일 경상남도의 문화재자료 제217호 광심정으로 지정되었다가, 2018년 12월 20일 현재의 명칭으로 변경되었다.

## 개요
광심정은 조선 현종 5년(1664)에 성리학자인 송지일 선생이 선비들과 더불어 학문을 연구하기 위해 자신의 호를 따서 지은 정자로, 낙동강변의 절벽 위에 자리잡고 있다.
임진왜란(1592) 때 파손되어서 여러 번 고쳐 지었다.
건물은 앞면·옆면 2칸 규모이며 지붕은 옆면에서 볼 때 여덟 팔(八)자 모양인 팔작지붕이다. 앞쪽은 마루로 꾸몄고, 뒤쪽에는 방을 두었다.

## 참고 문헌
- 함안 광심정 - 국가유산청 국가유산포털